# Tháng 5 năm 2012
Tháng 5 năm 2012 bắt đầu vào Thứ Ba và kết thúc sau 31 ngày vào thứ Năm.

## Chủ đề:Thời sự
| << Tháng 5 năm 2012 >> |    |    |    |    |    |    |
| CN                     | T2 | T3 | T4 | T5 | T6 | T7 |
|                        |    | 1  | 2  | 3  | 4  | 5  |
| 6                      | 7  | 8  | 9  | 10 | 11 | 12 |
| 13                     | 14 | 15 | 16 | 17 | 18 | 19 |
| 20                     | 21 | 22 | 23 | 24 | 25 | 26 |
| 27                     | 28 | 29 | 30 | 31 |    |    |
|                        |    |    |    |    |    |    |

| Giới thiệu trang này |

| Sự kiện đang tiếp diễn                                                     |
| -------------------------------------------------------------------------- |
| - Đại Suy thoái - Khủng hoảng nợ công châu Âu - Khủng hoảng kinh tế Hy Lạp |

| Mới mất |
| --- |
| Tháng 5 - 31: Orlando Woolridge - 30: Andrew Huxley - 30: Jack Twyman - 29: Kaneto Shindo - 29: Doc Watson - 27: Simeon Daniel - 27: Friedrich Hirzebruch - 27: Johnny Tapia - 25: Edoardo Mangiarotti - 24: Jacqueline Harpman - 23: Paul Fussell - 20: Robin Gibb - 20: Abdelbaset al-Megrahi - 20: Eugene Polley - 19: Bob Boozer - 18: Dietrich Fischer-Dieskau - 17: Herbert Breslin - 17: Warda Al-Jazairia - 17: Donna Summer - 16: Chuck Brown - 15: Carlos Fuentes - 13: Donald "Duck" Dunn - 13: Arsalan Rahmani - 12: Harold Arthur Poling - 12: Ken Selby - 11: Tony DeZuniga - 10: Horst Faas - 10: Joyce Redman - 10: Carroll Shelby - 9: Geoffrey Henry - 9: Vidal Sassoon - 8: Roman Totenberg - 8: Maurice Sendak - 7: Ferenc Bartha - 6: Iraj Ghaderi - 6: George Lindsey - 6: Fahd Mohammed Ahmed al-Quso - 4: Adam Yauch - 4: Rashidi Yekini - 3: Lloyd Brevett - 3: Digby Wolfe - 2: Junior Seau - 1: Charles Pitts |

| Xung đột tiếp diễn |
| --- |
| - Chiến tranh chống khủng bố - Hải tặc Somalia - Xung đột Ả Rập-Israel - Yemen trấn áp al-Qaeda - Chiến tranh Afghanistan - Bạo loạn ở miền Nam Thái Lan - Tranh chấp chủ quyền Biển Đông - Xung đột biên giới Campuchia–Thái Lan - Chiến tranh ma túy Mexico - Xung đột nội bộ tại Peru |

| sửa thanh bên |
|               |